# Thomas Dwight Goodell

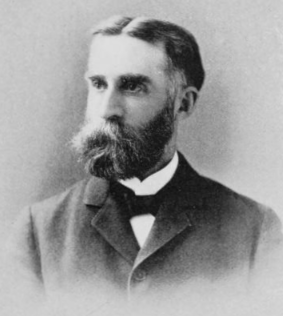

Thomas Dwight Goodell (* 8. November 1854 in Ellington, Connecticut; † 7. Juli 1920 in New Haven, Connecticut) war ein US-amerikanischer Klassischer Philologe, der von 1889 bis zu seinem Tod an der Yale University wirkte.

## Leben
Thomas Dwight Goodell studierte an der Yale University Klassische Philologie, erwarb dort 1877 den Bachelorgrad (A. B.) und unterrichtete anschließend an einer High School in Hartford (Connecticut) Latein und Griechisch. Nebenbei betrieb er seine Promotion zum Ph. D. an der Yale University, die er 1884 mit einer Studie zum Gebrauch des Genetivs bei Sophokles erreichte. 1888 verließ Goodell den Schuldienst und nahm zum 1. Januar 1889 eine Stelle als Assistant Professor an seiner alma mater, der Yale University, an. 1893 wurde er zum Full Professor ernannt, 1909 zum Senior Professor of Greek und 1912 zum Lampson Professor of the Greek Language and Literature (als Nachfolger von Bernadotte Perrin).
Goodell engagierte sich auch in akademischen Vereinigungen, besonders als langjähriges Vorstandsmitglied der American Philological Association, deren Präsident er 1912 war. Eine besondere Beziehung verband ihn mit Griechenland. Im Jahr 1894/95 war er Gastprofessor an der American School of Classical Studies at Athens und von 1908 bis zu seinem Tod gehörte er ihrem Leitungsgremium an.
Seine Forschungsschwerpunkte waren die griechische Metrik und der Einfluss des Griechischen auf die englische Sprache, außerdem das griechische Theater und griechische Grabmäler. Außer mehreren Aufsätzen veröffentlichte er verschiedene Lehrbücher für das Griechischstudium.

## Schriften (Auswahl)
- The Greek in English: First Lessons in Greek. New York 1886. Überarbeitete Ausgabe 1892 (siehe unten)
- Greek Lessons. Part I: The Greek in English. Part II: The Greek of Xenophon. New York 1892
- Chapters on Greek Metric. New York 1901
- School Grammar of Attic Greek. New York 1902
- mit F. S. Morrison: Greek Lessons for Beginners. New York 1903
- Athenian Tragedy. A Study in Popular Art. New Haven 1920. Nachdruck Port Washington (New York) 1969
- Commemoration, and Other Verses. New Haven 1921